# Török filmművészet
A török filmművészet története 1914-ben, egy katonatiszt filmjével kezdődött. Később a film a török kultúra egyik fontos elemévé vált. Az 1950-es években kezdett fellendülni, az 1980-as évek előtt több mint 7000 filmet forgattak, ezt a korszakot Yeşilçam-nak (Zöld fenyő) nevezték, és az amerikai Hollywoodhoz hasonlították. Az első színes filmet 1954-ben forgatták. A „török Hollywoodban” örmény, görög és török művészek (színészek, rendezők, operatőrök) együtt hozták létre a török filmművészet legjobb alkotásait.

## Kezdetek
Néhány évvel azután, hogy az első filmvetítések megkezdődtek Európában, a film elérte az Oszmán Birodalmat is. Először csak a szultán számára volt elérhető, magánvetítések formájában, 1908-tól azonban sorra nyíltak a nyilvános filmszínházak is, többségük külföldi vagy kisebbségi tulajdonban volt. Az első török filmnek Fuat Uzkınay katonatiszt Ayos Stefanos'taki Rus Abidesinin Yıkılışı („A Szent Sztefanosz-beli orosz szobor ledöntése”) című munkáját tartják. Az első török filmekre erőteljes hatást gyakorolt a színház.

## 1950-es évek
A befolyásmentes, „igazi” filmművészet kezdete az 1950-es évekre tehető. 1952-ben rendezték az első török filmfesztivált, melynek első díját Lütfi Akad Kanun Namına („A törvény nevében”) című filmje nyerte el.

## 1960-as évek
Az 1960-as évek a török filmművészet aranykorának kezdeteként is tekinthető, évente mintegy 60 filmet készítettek ekkor, melyek többsége társadalmi és gazdasági problémákkal foglalkozott. Az 1960-as évek végén a televízió megjelenése a török filmművészetre is kihatott. 

## 1970-es évek
A '70-es években tovább csökkent a filmek száma, ennek okai között a gazdasági válság, a produkciós költségek növekedése, a nyersanyaghiány és a televízió elterjedése szerepel. A társadalmi kérdésekkel foglalkozó családi melodrámákat felváltották a fogyasztói társadalom igényeihez szabott könnyedebb alkotások, melyek lényegesen kevesebb költségvetésből készültek. Ennek ellenére készültek minőségi filmek is, ezekben az években olyan rendezők dolgoztak, mint Yılmaz Güney, Lütfi Akad, Tunç Okan, Zeki Ökten, Erden Kıral vagy Yavuz Özkan, akiket nemzetközileg is elismertek.

## 1980-as évek
Az 1980-as években rohamos fejlődés kezdődött, és a török filmek már a nemzetközi fesztiválokra is eljutottak. A társadalmi problémák mellett megjelentek a pszichológiai témákat és a nők jogait boncolgató alkotások is. 1986-ban az iparágat szabályozó törvények is megjelentek, megalakultak a filmiparban dolgozók védelmét szolgáló szakszervezetek is. A '80-as években olyan rendezők kezdtek el dolgozni, mint Sinan Çetin vagy Zülfü Livaneli, akiknek a neve a mai napig is meghatározó a török kultúrában. Ebben az időszakban kezdtek el a rendezők az általános társadalmi problémák helyett az egyes ember, mint individuum problémáival illetve a nagyvárosi élet bemutatásával foglalkozni. A korszak kultuszfilmje a Dünyayı Kurtaran Adam (A férfi, aki megmentette a világot), mely híven tükrözi a nyolcvanas évek filmforgatási technikáját: az alkotásban olyan filmekből vágtak be részleteket, mint a Csillagok háborúja, az Óz, a csodák csodája vagy az E.T., és a történeteket török közegbe ültették át. A filmet a „török Csillagok háborújának” is nevezik.

## 1990-es évek
Az 1990-es években kevesebb, de jobb minőségű filmet készítettek, ennek oka pedig a filmművészet oktatásában rejlik: ekkor vezették be az egyetemeken a filmművészeti karokat, és kezdtek el szakembereket képezni. A hollywoodi és európai filmek nemzetközi népszerűsége kihatott a török filmgyártásra is, a filmek és ezzel párhuzamosan a mozik száma is csökkenni kezdett. Állami támogatással azonban a török rendezők elkezdtek más országok stábjaival közösen dolgozni, aminek következtében a filmgyártás ismét fellendült.

## 21. század

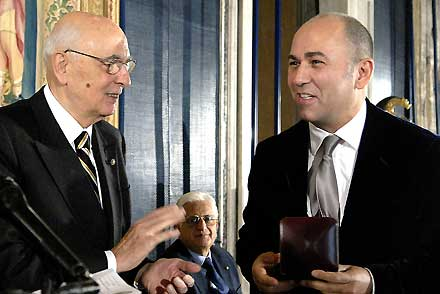
Ferzan Özpetek (jobb oldalon), az egyik legismertebb török filmrendező

Ma a török filmek egy része Európába is eljut, ilyen például a népszerű stand-up komikus, Cem Yılmaz G.O.R.A. című filmje, mely Magyarországon is megjelent DVD formátumban, vagy a hazai mozikban is vetített Farkasok völgye: Irak című, sok vitát kiváltott akciófilm. A török-európai filmművészet legismertebb alakja az Olaszországban élő, de sokszor török témákat feldolgozó Ferzan Özpetek, akinek legismertebb filmje a Törökfürdő. Ugyancsak ismert török rendező a Németországban született Fatih Akın, akinek Fallal szemben című filmje több díjat is nyert. Akın másik érdekes alkotása a Crossing the Bridge: The Sound of Istanbul című műve, mely Isztambul zenei életébe kalauzol, olyan török sztárok segítségével, mint Sezen Aksu, az Eurovízió-győztes Sertab Erener vagy a török rap királyának tartott Ceza. A kortárs „populáris film” egyik igen népszerű rendezője és színésze Yılmaz Erdoğan, akinek komédián alapuló filmjei gyakran társadalmi problémákat is feszegetnek, ilyen például a Vizontele („Vizijótele”) című alkotása, mely a televízió megjelenésének hatását mutatja be egy anatóliai kis falu életére, annak minden örömével és tragédiájával. 

### Kortárs filmrendezők
Kortárs török filmrendezők ismertebb munkáikkal, a teljesség igénye nélkül:
- Serdar Akar (Farkasok völgye: Irak)
- Fatih Akın (Fallal szemben, Crossing the Bridge: The Sound of Istanbul)
- Mustafa Altıoklar (Beyza négyszer)
- Tunç Başaran (Tarkan)
- Nuri Bilge Ceylan (Uzak)
- Sinan Çetin (Propaganda, Avrupa Yakası sorozat)
- Yılmaz Erdoğan (Vizontele, Organize İşler)
- Metin Erksan (Susuz Yaz)
- Çağan Irmak (Asmalı Konak, Babam ve Oğlum »Apám és fiam«, Issız Adam »Magányos férfi«)
- Ferzan Özpetek (Törökfürdő, Az utolsó hárem)
- Ömer Faruk Sorak (Sınav, G.O.R.A.)
- Ümit Ünal (Dokuz, Anlat İstanbul)

### Kortárs színészek
A teljesség igénye nélkül Törökország ismertebb színészeinek listája:
- Metin Akpınar (Propaganda)
- Hülya Avşar (Berlin in Berlin)
- Okan Bayülgen (Sınav)
- Haluk Bilginer (Neredesin Firuze?)
- Erkan Can (Takva – Az istenfélő Muharrem)
- Meltem Cumbul (Fallal szemben)
- Şebnem Dönmez (Neredesin Firuze?)
- Levent Kırca (Şeytan Bunun Neresinde)
- Necati Şaşmaz (Farkasok völgye: Irak)
- Cem Yılmaz (G.O.R.A.)
- Hülya Koçyiğit (Bir Kadın)
- Kenan İmirzalıoğlu
- Tuba Büyüküstün (Istanbul Kırmızısı)

## Fesztiválok
Törökországban minden évben több filmes fesztivált is rendeznek, ezek közül a legnagyobb presztízzsel az antalyai Altın Portakal (Arany Narancs) és az Uluslararası İstanbul Film Festivali (Nemzetközi Isztambuli Filmfesztivál) rendelkezik.